# Leucania expallida
Leucania expallida är en fjärilsart som beskrevs av W. Warren 1910. Leucania expallida ingår i släktet Leucania och familjen nattflyn. Inga underarter finns listade i Catalogue of Life.